# Tscherwona Ruta (Ensemble)
Tscherwona Ruta (ukrainisch Червона рута) war eine sowjetische Musikgruppe, die zwischen 1971 und 1990 bestand. 
Tscherwona Ruta wurde 1971 von Anatoli Jewdokimenko mit der Czernowitzer Philharmonie gegründet, für die Begleitung von Sofia Rotaru. Die Gründungsmitglieder der Gruppe waren ein Teil des philharmonischen Orchesters der Czernowitzer Universität.
Die Gruppe war vor allem in Osteuropa populär und besuchte auf ihren Touren unter anderem Bulgarien, Ungarn, die Tschechoslowakei, Polen, die DDR, Finnland und West-Berlin.

## Diskografie
- 1972: Червона Рута (Tscherwona Ruta)
- 1979: Только тебе (Tolko tebje)
- 1981: София Ротару и Червона рута (Sofya Rotaru & Tscherwona Ruta)

## Filmografie
- 1975: Пісня завжди з нами (Pisnja sawschdy s namy)